# Wacław Budziszewski
Wacław Budziszewski (ur. 2 stycznia 1925 w Żebrach-Laskowcu, zm. 1 kwietnia 1943 w KL Stutthof) – Polak pomagający Żydom podczas II wojny światowej. Pierwszy więzień KL Stutthof osadzony za pomaganie Żydom.

## Życiorys
Syn Henryka i Stanisławy. Miał dwóch braci: Stanisława i Konstantego (ur. 1942). Gospodarstwo Budziszewskich znajdowało się na skraju wsi Żebry-Laskowiec.
W czasie okupacji niemieckiej Henryk Budziszewski ukrywał wraz z rodziną w stodole żydowską rodzinę z pobliskiego Nura, z dwójką synów i córką. Żandarmeria niemiecka w Nurze, otrzymawszy donos, przyjechała do gospodarstwa Budziszewskich. Po otoczeniu zabudowań wyprowadzono wszystkich na zewnątrz. Chłopcy żydowscy zostali zastrzeleni podczas próby ucieczki. Wacław wziął całą odpowiedzialność na siebie, czym uratował resztę rodziny. Wacława związano i popędzono przed końmi do Nura. Stamtąd przewieziono go do Białegostoku. Pozostałych Żydów wywieziono i zamordowano.
27 lutego 1943 Wacława osadzono go w KL Stutthof (numer obozowy 19988). Na karcie przyjęcia jako kategorię przestępstwa podano „Zakwaterowanie Żydów”. Był pierwszym więźniem w KL Stutthof osadzonym za pomaganie Żydom. Zginął 1 kwietnia 1943 o godz. 23:20. Resztę rodziny Budziszewskich wywieziono na roboty przymusowe pod Królewcem. Doczekali tam końca wojny.
Wacław Budziszewski został upamiętniony w ramach projektu „Zawołani po imieniu” prowadzonego przez Instytut Pileckiego, w ramach którego upamiętniani są Polacy, którzy zginęli za ratowanie i pomoc Żydom. Podczas uroczystości 22 września 2019 w Nurze obecna była m.in. podsekretarz stanu w Ministerstwie Kultury i Dziedzictwa Narodowego Magdalena Gawin oraz brat Wacława – Konstanty.